# Xie Hangsheng
Xie Hangsheng (født i 1955 i Hanzhou, Kina) var Kinas ambassadør i Danmark i perioden 2007 til 2011.